# Такиюак
Такиюак (Такиджук, Напактулик; англ. Napaktulik Lake) — озеро на Северном полярном круге на территории Нунавут в Канаде. Расположено восточнее среднего течения реки Коппермайн.
Одно из больших озёр Канады — площадь водной поверхности 1030 км², общая площадь равна 1080 км², восьмое по размерам озеро в Нунавуте. Высота над уровнем моря 381 метр.
Сток в реку Коппермайн и далее в залив Коронейшен Северного Ледовитого океана.